# Fabrizio Moncada

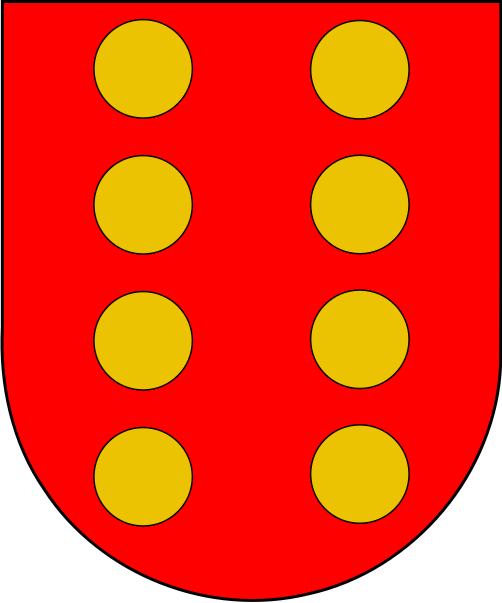
Stemma Mancada

Fabrizio Moncada Pignatelli (... – 1578) è stato un nobile e politico siciliano del XVI secolo.

## Biografia
Figlio secondogenito di Francesco, I principe di Paternò, e di Caterina Pignatelli dei conti di Borrello, amministrò vari feudi familiari in Sicilia, tra cui Paternò, città della quale fu governatore, carica per la quale percepiva uno stipendio annuo di 400 scudi, e si fregiò anche del titolo di cavaliere.
Nel 1571 morì il fratello maggiore Cesare, succeduto al padre a principe di Paternò, e si occupò della tutela del di lui figlio, il principe ereditario Francesco II. Nel 1573 sposò a Madrid la pittrice Sofonisba Anguissola, unione che portò a costei una dote di 12.000 scudi e un'annua provvisione di 1.000 ducati, assegnatagli dal re Filippo II di Spagna. Assieme alla consorte si trasferì e visse a Paternò.
Nella primavera del 1578, diretto in Spagna con Carlo d'Aragona Tagliavia, il duca di Terranova per rivendicare i diritti finanziari maturati dalla moglie e i pagamenti che tardavano ad arrivare, il Moncada restò vittima di un episodio di pirateria all'indomani della sua partenza da Palermo. Come si riporta nella relazione di naufragio scritta dal capitano spagnolo Baltasar Gago, la galera su cui viaggiava Moncada (insieme a personaggi di rilievo come il duca di Terranova) fu attaccata, ormai in prossimità dell'isola di Capri, da pirati algerini con un inseguimento che si concluse proprio contro la costa dell'isola, dove equipaggio e passeggeri cercarono di mettersi in salvo abbandonando l'imbarcazione e buttandosi in mare per guadagnare la riva. L'autore della relazione segnala la valorosa disposizione d'animo del Moncada, tra i pochi pronti a combattere per salvare la nave, ma allo stesso tempo racconta di come il nobile, non sapendo nuotare, dovette morire annegato dopo essersi buttato in mare.